# Seznam dílů seriálu Farma R.A.K.
Toto je seznam dílů seriálu Farma R.A.K.. Americký seriál Farma R.A.K. měl premiéru na stanici Disney Channel. Seriál se točí kolem Chyny (China Anne McClain) a její nejlepších kamarádů Olivky (Sierra McCormick) a Fletchera (Jake Short), protože se účastní programu RAK (Rychlí Akční Koumáci) na místní střední škole. Každý původní název dílu obsahuje slovo „ANT“. V českých názvech slovo „RAK“ obsahují jen některé díly. Premiéra v USA proběhla 6. května 2011 a v Česku 10. prosince 2011. Poslední díl byl odvysílán 21. března 2014 v USA a 25. května 2014 v Česku.

## Přehled řad
| Řada | Díly | Premiéra v USA  | Premiéra v USA  | Premiéra v ČR     | Premiéra v ČR     |
| Řada | Díly | První díl       | Poslední díl    | První díl         | Poslední díl      |
| ---- | ---- | --------------- | --------------- | ----------------- | ----------------- |
| 1    | 26   | 6. května 2011  | 13. dubna 2012  | 10. prosince 2011 | 10. prosince 2012 |
| 2    | 21   | 1. června 2012  | 26. dubna 2013  | 13. října 2012    | 21. září 2013     |
| 3    | 18   | 31. května 2013 | 21. března 2014 | 29. září 2013     | 25. května 2014   |

## Seznam dílů

### První řada (2011–2012)
| Č. v seriálu | Č. v řadě | Původní název              | Český název             | Režie           | Scénář                           | Premiéra v USA     | Premiéra v ČR     | Prod. kód |
| ------------ | --------- | -------------------------- | ----------------------- | --------------- | -------------------------------- | ------------------ | ----------------- | --------- |
| 1            | 1         | transplANTed               | vítej na farmě          | Bob Koherr      | Dan Signer                       | 6. května 2011     | 10. prosince 2011 | 101       |
| 2            | 2         | participANTs               | zájmové kroužky         | Bob Koherr      | Jeny Quine                       | 17. června 2011    | 10. prosince 2011 | 102       |
| 3            | 3         | the phANTom locker         | skříňka duchů           | Bob Koherr      | Mark Jordan Legan                | 24. června 2011    | 17. prosince 2011 | 103       |
| 4            | 4         | sciANTs fair               | jako na jehlách         | Phill Lewis     | Jeff Hodsden, Tim Pollock        | 1. července 2011   | 24. prosince 2011 | 106       |
| 5            | 5         | studANT council            | studentská rada         | Bob Koherr      | Jeff Hodsden, Tim Pollock        | 4. července 2011   | 31. prosince 2011 | 107       |
| 6            | 6         | bad romANTs                | vztahy na dRAKa         | Bob Koherr      | Jeny Quine                       | 8. července 2011   | 7. ledna 2012     | 105       |
| 7            | 7         | the informANT              | falešný R.A.K.          | Bob Koherr      | Stephen Engel                    | 29. července 2011  | 28. ledna 2012    | 104       |
| 8            | 8         | replicANT                  | nový R.A.K.             | Adam Weissman   | Dan Signer                       | 12. srpna 2011     | 11. února 2012    | 108       |
| 9            | 9         | clairvoyANT                | bystrozRAK              | Adam Weissman   | Stephen Engel                    | 19. srpna 2011     | 18. února 2012    | 109       |
| 10           | 10        | managemANT                 | manažeRAK               | Mark Cendrowski | Mark Jordan Legan, Jeny Quine    | 26. srpna 2011     | 10. března 2012   | 110       |
| 11           | 11        | philANThropy               | gibsnova horečka        | Phill Lewis     | Mark Jordan Legan, Jeny Quine    | 16. září 2011      | 17. března 2012   | 111       |
| 12           | 12        | fraudulANT                 | zankův nový majstrštyk  | Phill Lewis     | Jeff Hodsden, Tim Pollock        | 23. září 2011      | 28. dubna 2012    | 112       |
| 13           | 13        | the replacemANT            | profesoRAK              | Phill Lewis     | Mark Jordan Legan                | 30. září 2011      | 12. května 2012   | 113       |
| 14           | 14        | mutANT farm                | farma Mutant            | Adam Weissman   | Jeny Quine, Dan Signer           | 7. října 2011      | 27. října 2012    | 118       |
| 15           | 15        | cANTonese style cuisine    | sušenky štěstí          | Adam Weissman   | Dan Signer                       | 28. října 2011     | 19. května 2012   | 115       |
| 16           | 16        | ignorANTs is bliss         | ztráta paměti           | Adam Weissman   | Jeff Hodsen, Tim Pollock         | 4. listopadu 2011  | 9. června 2012    | 116       |
| 17           | 17        | slumber party ANTics       | račí párty              | Jon Rosenbaum   | Mark Jordan Legan                | 18. listopadu 2011 | 30. června 2012   | 114       |
| 18-19        | 18-19     | america needs talANT       | farma R.A.K. má talent  | Victor Gonzalez | Jeny Quine, Dan Signer           | 25. listopadu 2011 | 28. července 2012 | 122-123   |
| 20           | 20        | sANTa's little helpers     | veselé vánoce           | Jon Rosenbaum   | Niya Palmer                      | 9. prosince 2011   | 10. prosince 2012 | 121       |
| 21           | 21        | you're the one that i wANT | muzikál                 | Steve Hoefer    | Megan Amram                      | 20. ledna 2012     | 21. července 2012 | 121       |
| 22           | 22        | performANTs                | koncert                 | Victor Gonzalez | Dan Signer                       | 27. ledna 2012     | 14. července 2012 | 120       |
| 23           | 23        | some enchANTed evening     | vypráskaný večer        | Adam Weissman   | Stephen Engel                    | 24. února 2012     | 4. srpna 2012     | 117       |
| 24           | 24        | patANT pending             | nápad za všechny peníze | Bob Koherr      | Stephen Engel, Mark Jordan Legan | 2. března 2012     | 11. srpna 2012    | 125       |
| 25           | 25        | ballet dANTser             | baletka                 | Bob Koherr      | Jeff Hodsen, Tim Pollock         | 30. března 2012    | 1. září 2012      | 126       |
| 26           | 26        | body of evidANTs           | zločin na farmě         | Stephen Engel   | Stephen Engel                    | 13. dubna 2012     | 15. září 2012     | 124       |

### Druhá řada (2012–2013)
| Č. v seriálu | Č. v řadě | Původní název        | Český název            | Režie                  | Scénář                           | Premiéra v USA     | Premiéra v ČR      | Prod. kód |
| ------------ | --------- | -------------------- | ---------------------- | ---------------------- | -------------------------------- | ------------------ | ------------------ | --------- |
| 27           | 1         | creative consultANT  | kreativní konzultantka | Rich Correll           | Dan Signer, Jeny Quine           | 1. června 2012     | 17. listopadu 2012 | 207       |
| 28           | 2         | infANT               | miniRAK                | Adam Weissman          | Jeny Quine, Dan Signer           | 1. června 2012     | 1. prosince 2012   | 201       |
| 29           | 3         | fANTasy girl         | výplod fantazie        | Adam Weissman          | Tim Pollock, Jeff Hodsen         | 8. června 2012     | 13. října 2012     | 202       |
| 30           | 4         | modeling assignmANT  | modelka                | Sean McNamara          | Mark Jordan Legan, Stephen Engel | 22. června 2012    | 20. října 2012     | 205       |
| 31           | 5         | ANTswers             | RAKternet              | Sean McNamara          | Dan Signer, Jeny Quine           | 29. června 2012    | 3. listopadu 2012  | 206       |
| 32           | 6         | the ANTagonist       | ze života RAKů         | Victor Gonzalez        | Jeff Hodsden, Tim Pollock        | 6. července 2012   | 17. listopadu 2012 | 208       |
| 33           | 7         | endurANTs            | račí olympiáda         | Victor Gonzalez        | Jeny Quine, Dan Signer           | 13. července 2012  | 5. ledna 2013      | 209       |
| 34           | 8         | amusemANT park       | zábavný park           | Victor Gonzalez        | Mark Jordan Legan, Stephen Engel | 20. července 2012  | 22. prosince 2012  | 211       |
| 35           | 9         | contestANTs          | pocta přátelství       | Victor Gonzalez        | Dan Signer, Jeny Quine           | 10. srpna 2012     | 26. ledna 2013     | 212       |
| 36           | 10        | confinemANT          | vězení R.A.K.          | Victor Gonzalez        | Tim Pollock, Jeff Hodsden        | 24. srpna 2012     | 9. února 2013      | 213       |
| 37           | 11        | intelligANT          | inteligentka           | Rich Correll           | Stephen Engel, Mark Jordan Legan | 7. září 2012       | 23. února 2013     | 214       |
| 38           | 12        | significANT other    | R.A.K. mých snů        | Rich Correll           | Stephen Engel, Mark Jordan Legan | 21. září 2012      | 2. března 2013     | 215       |
| 39           | 13        | mutANT farm 2        | farma mutant 2         | Rich Correll           | Stephen Engel, Mark Jordan Legan | 5. října 2012      | 22. března 2013    | 210       |
| 40           | 14        | detective agANTcy    | detektiv darryl        | Leonard R. Garner, Jr. | Stephen Engel, Mark Jordan Legan | 26. října 2012     | 6. dubna 2013      | 204       |
| 41           | 15        | scavANTger hunt      | lovci pokladů          | Rich Correll           | Stephen Engel, Mark Jordan Legan | 2. listopadu 2012  | 21. září 2013      | 203       |
| 42-43        | 16-17     | chANTs of a Lifetime | životní šance          | Rich Correll           | Dan Signer, Jeny Quine           | 23. listopadu 2012 | 4. května 2013     | 219-220   |
| 44           | 18        | early retiremANT     | předčasný důchod       | Rich Correll           | Jeff Hodsden, Tim Pollock        | 11. ledna 2013     | 17. srpna 2013     | 216       |
| 45           | 19        | influANTces          | vzory RAKů             | Adam Weissman          | Vincent Brown                    | 1. února 2013      | 6. července 2013   | 217       |
| 46           | 20        | idANTiti crisis      | krize identity         | Stephen Engel          | Tim Pollock, Jeff Hodsden        | 5. dubna 2013      | 24. srpna 2013     | 221       |
| 47           | 21        | restaurANTuer        | raci v restauraci      | Victor Gonzalez        | Kat Lombard, Amanda Steinhoff    | 26. dubna 2013     | 31. srpna 2013     | 218       |

### Třetí řada (2013–2014)
| Č. v seriálu | Č. v řadě | Původní název             | Český název                       | Režie            | Scénář                           | Premiéra v USA     | Premiéra v ČR      | Prod. kód |
| ------------ | --------- | ------------------------- | --------------------------------- | ---------------- | -------------------------------- | ------------------ | ------------------ | --------- |
| 48-49        | 1-2       | trANTsferred              | raci v internaci                  | Rich Correll     | Dan Signer                       | 31. května 2013    | 29. září 2013      | 301-302   |
| 50           | 3         | independANTs              | RAKticky samostatní               | Rich Correll     | Stephen Engel                    | 7. června 2013     | 6. října 2013      | 303       |
| 51           | 4         | animal husbANTry          | zvířecí RAKfarma                  | Rich Correll     | Vincent Brown                    | 28. června 2013    | 13. října 2013     | 306       |
| 52           | 5         | secret agANT              | tajný RAKagent                    | Adam Weissman    | Jeff Hodsden, Tim Pollock        | 12. července 2013  | 10. listopadu 2013 | 304       |
| 53           | 6         | past, presANT, and future | minulost, přítomnost a budoucnost | Rich Correll     | Jeny Quine                       | 26. července 2013  | 7. prosince 2013   | 307       |
| 54           | 7         | angus' first movemANT     | RAKetový hit                      | Adam Weissman    | Mark Jordan Legan                | 2. srpna 2013      | 30. listopadu 2013 | 305       |
| 55           | 8         | unforseen circumstANTs    | nepředvídatelné okolnosti         | Rich Correll     | Stephen Engel                    | 9. srpna 2013      | 22. prosince 2013  | 308       |
| 56           | 9         | pANTs of fire             | kraťasy v jednom ohňi             | Rich Correll     | Vincent Brown                    | 23. srpna 2013     | 29. prosince 2013  | 312       |
| 57           | 10        | product misplacemANT      | skrytá reklama                    | Adam Weissman    | Jeny Quine                       | 20. září 2013      | 6. dubna 2014      | 309       |
| 58           | 11        | uncanny resemblANTs       | jako přes kopíRAK                 | Jon Rosenbaum    | Cindy Fang                       | 27. září 2013      | 13. dubna 2014     | 315       |
| 59           | 12        | mutANT farm 3             | farma mutantů                     | Rich Correll     | Tim Pollock, Jeff Hodsden        | 4. října 2013      | 27. října 2013     | 311       |
| 60           | 13        | feature presANTation      | tajné natáčení                    | Adam Weissman    | Amanda Steinhoff, Kat Lombard    | 18. října 2013     | 27. dubna 2014     | 313       |
| 61           | 14        | finANTial crisis          | finanční krize                    | Eric Dean Seaton | Tim Pollock, Jeff Hodsden        | 15. listopadu 2013 | 4. května 2014     | 314       |
| 62           | 15        | silANT night              | vánoce na dRAKa                   | Adam Weissman    | Mark Jordan Legan                | 6. prosince 2013   | 15. prosince 2013  | 310       |
| 63           | 16        | unwANTed                  | krátkozRAKá lest                  | Jon Rosenbaum    | Stephen Engel, Mark Jordan Legan | 24. ledna 2014     | 11. května 2014    | 316       |
| 64           | 17        | meANT to be?              | zázRAKy v lásce                   | Phill Lewis      | Jeny Quine, Vincent Brown        | 28. února 2014     | 18. května 2014    | 317       |
| 65           | 18        | the new york experiANTs   | zázRAK v New Yorku                | Stephen Engel    | Dan Signer                       | 21. března 2014    | 25. května 2014    | 318       |